# Llanwrtyd Wells
Llanwrtyd Wells è una cittadina di circa 600 abitanti del Galles centro-orientale, facente parte della contea di Powys (contea tradizionale: Brecknockshire o Breconshire) e della parrocchia civile di Llanwrtyd e situata alla confluenza dei fiumi Irfon e Cammarch e ai piedi dei Monti Cambrici.
Ex-stazione termale, detiene il primato di essere la più piccola località con status di città del Regno Unito.

## Geografia fisica
Llanwrtyd Wells si trova ad est dei Monti Cambrici, tra le località di Llandovery e Builth Wells (rispettivamente a nord-est della prima e a sud-ovest della seconda), a circa 8 km a sud di Abergwesyn e a circa 30 km a sud-ovest di Llandrindod Wells, nonché a circa 50 km ad ovest di Hay-on-Wye, la città gallese che segna il "confine" con l'Inghilterra.

## Storia
Llanwrtyd Wells fu un importante centro termale tra il XVIII e il XIX secolo, grazie all'abbondanza di ferro e zolfo delle sorgenti vicine, in seguito chiuse quando i fanghi passarono di moda.
Le proprietà curative delle sorgenti furono scoperte nel 1792 da una persona del luogo che soffriva di scorbuto. Da quel momento in poi, soprattutto in epoca vittoriana, iniziarono a giungere nella località persone provenienti da varie zone del Galles.

## Feste ed eventi[6]
- Folk 'n' Ale Weekend
- Llanwrtyd Wells Festival Weekend
- Man vs Horse Marathon
- Mid Wales Beer Festival
- Morris in the Forest
- Mountain Bike Festival
- World Bog Snorkelling Championships
- Welsh International Four Days Walks
- Welsh International Cycle Rides

## Gemellaggi[7]
- Český Krumlov
- Mériel